# Port lotniczy Cuito Cuanavale
Port lotniczy Cuito Cuanavale – krajowy port lotniczy położony w Cuito Cuanavale, w Angoli.